# Pseudophaula
Pseudophaula – rodzaj chrząszczy z rodziny kózkowatych i z podrodziny zgrzypikowych. 

## Zasięg występowania
Przedstawiciele tego rodzaju występują w Ameryce Południowej.

## Systematyka
Do Pseudophaula zaliczane są 4 gatunki:
- Pseudophaula foersteri
- Pseudophaula porosa
- Pseudophaula  pustulosa
- Pseudophaula strigulata